# Manfred Heckl
Manfred Heckl (* 15. Juli 1930 in Rennertshofen; † 16. August 1996) war ein deutscher Experte für Akustik. 
Heckl studierte Physik an der Universität München mit dem Diplom 1954 über Raumakustik bei Lothar Cremer, dem er im selben Jahr als Assistent an die TU Berlin folgte. 1957 wurde er dort über Schallausbreitung und -abschwächung in zylindrischen Schalen promoviert. Danach war er drei Jahre im Ingenieurbüro für Akustik Bolt, Beranek and Newman (BBN) in den USA. 1962 gründete er in München das Schalltechnische Beratungsbüro Müller-BBN mit seinem Freund Helmut A. Müller (1929–2015), Lothar Cremer, Ludwig Schreiber und Leo Beranek von BBN, das sich zu einem der größten Ingenieurbüros auf diesem Gebiet entwickelte (heute Müller-BBM mit Hauptsitz in Planegg). Es ging aus dem Ingenieurbüro von Cremer hervor, das Müller 1958 übernahm. Er habilitierte sich über Schallerzeugung von Strömungen und wurde 1973 Nachfolger von Lothar Cremer als Professor für Technische Akustik an der TU Berlin. 1995 wurde er emeritiert. Im August 1996 starb er an Komplikationen nach einer Gehirnoperation.
Er befasste sich mit technischer Akustik, Raumakustik (Körperschall), Lärmkontrolle, Verkehrslärm (und andere komplexe Schallquellen), Akustik von (hydrodynamischen und aerodynamischen) Strömungen und theoretischer Akustik. Von ihm stammen auch Filme zur Veranschaulichung komplexer akustischer Felder. Anfangs befasste er sich mit Schwingungen flacher Strukturen und deren Schallerzeugung und führte Statistische Energie-Analyse (SEA) ein. Er benutzte schon früh intensiv Computer für numerische Rechnungen und hatte in seinem Ingenieurbüro schon in den 1960er Jahren einen privaten Time-Sharing-Modem-Anschluss an einen Mainframe-Computer in den USA.
1991 erhielt er die Rayleigh-Medaille (Institute of Acoustics) und 1996 posthum die Helmholtz-Medaille der Deutschen Gesellschaft für Akustik. 1978 und 1990 war er Gastprofessor in Indien. Außerdem war er zu kürzeren Aufenthalten als Gastwissenschaftler in Russland, England und Argentinien.  Er hatte rund 90 Doktoranden.
Er war seit 1956 mit Anna Heckl verheiratet und hatte fünf Kinder.

## Schriften
- mit Lothar Cremer: Körperschall, Springer 1967, 3. Auflage 2010 (M. Möser, W. Kropp, Bearbeiter)
- mit L. Cremer, E. Ungar: Structure-Borne Sound, Springer 1973, 3. Auflage 2005 (Bearbeiter B. Petersson)
- Hrsg. mit H. Müller: Taschenbuch der Technischen Akustik, Springer 1975, 3. Auflage 2004 (Hrsg. H. Müller, Michael Möser)
- Hrsg. mit H. Müller, Michael Möser: Handbook of Engineering Acoustics, Springer 2013
- mit anderen: Modern methods in analytical acoustics, Springer 1992